# Monolluma
Die Pflanzengattung Monolluma gehört zur Unterfamilie der Seidenpflanzengewächse (Asclepiadoideae) in der Familie der Hundsgiftgewächse (Apocynaceae). Die Blüten dieser sukkulenten Pflanzen verströmen bei einigen Arten einen unangenehmen Geruch.

## Beschreibung

### Vegetative Merkmale
Monolluma-Arten wachsen als reich-verzweigte, stammsukkulente, ausdauernde Pflanzen. Die sukkulenten, 0,1 bis 3 cm breiten, grünen bis hellgrünen, einfarbigen oder mit Flecken um die Blattrudimente (bei Monolluma socotrana), zylindrischen Sprossachsen sind glatt, besitzen vier scharfe Kanten, erreichen Wuchshöhen von 3 bis zu 50 cm und stehen aufrecht in Gruppen zusammen. Bei Monolluma cicatricosa, Monolluma quadrangula und Monolluma socotrana besitzen die Sprossachsen einen penetranten Geruch. Sie enthalten klaren Milchsaft. Die Wurzeln sind faserig.
Die meist zu 0,2 bis 0,5 cm langen Schuppen reduzierten, ungestielten, sukkulenten Blätter sind am Rand bewimpert und haltbar. Die Nebenblätter sind zu wenigen Haaren reduziert oder fehlen (bei Monolluma hexagona).

### Blütenstände und Blüten
Die ungestielten Blüten stehen meist einzeln oder zu zweit (bei Monolluma hexagona fünf bis 15 Blüten zusammen) mehr oder weniger an den Internodien, bei Monolluma socotrana endständig, auf glatten Blütenstandsachsen, in einfachen, pseudodoldigen Blütenständen mit früh abfallenden, lanzettlichen Hochblättern. Die bei Monolluma hexagona und Monolluma cicatricosa unangenehm, bei M. quadrangula süßlich riechenden Blüten sind zwittrig, radiärsymmetrisch, fünfzählig mit einem doppelten Perianth. Die fünf Kelchblätter sind nur an ihrer Basis verwachsen. Die fünf 5 bis 10 mm langen, fleischigen Kronblätter sind flächig bis glockenförmig und nur an ihrer Basis oder zwischen einem bis drei Viertel ihrer Länge verwachsen. Die Innenseite der Kronblätter ist weiß bis gelb, grün oder rötlich, einfarbig oder von purpur- über kastanienfarben bis rötlich gefleckt, glatt, papillös, warzig (Monolluma hexagona) oder runzelig (Monolluma socotrana). Die Außenseite der Kronblätter ist grün. Die gelbe oder purpurrote Nebenkrone ist in staminale und interstaminale Nebenkronen gegliedert und kann auf der Außenseite behaart sein. Die aufrechten Pollinien sind eiförmig oder rechteckig. Es sind zwei glatte, freie, oberständige Fruchtblätter vorhanden. Der Narbenkopf ist weiß. Es wird Nektar gebildet.

### Früchte und Samen
Die meist paarig, in einem spitzen Winkel zueinander (selten mehr als 45°, meist fast parallel) aufrecht angeordneten Balgfrüchte sind glatt, spindelförmig bis schmal elliptisch, mit einem Durchmesser von 5 bis 10 mm sind sie schlank und im Querschnitt eiförmig, ohne Kanten oder dreieckig, also dreikantig (bei Monolluma quadrangula und Monolluma cicatricosa) und mit 7 bis 10 cm oft recht lang. Die hellbraunen Samen sind eiförmig, etwa 7 bis 10 mm lang und etwa 4 bis 6 mm breit. Sie besitzen am Rand 1 bis 1,5 mm breite Flügel und 1 bis 3 cm lange, rein-weiße Flughaare.

### Chromosomenzahlen
Die Chromosomenzahlen betragen 2n = 22 (untersucht bei Monolluma cicatricosa und Monolluma socotrana).

## Systematik und Verbreitung
Das Verbreitungsgebiet erstreckt sich vom nordöstlichen Afrika über die Arabische Halbinsel bis zum Sokotra-Archipel. Als Heimatländer werden Äthiopien, Somalia, Saudi-Arabien und Jemen angegeben.
Die Gattung Caralluma R.Br. wurde 1995 von Darrel Charles Herbert Plowes in acht Gattungen aufgeteilt und die Gattung Monolluma Plowes mit nur zwei Arten und die monotypischen Gattungen Cylindrilluma Plowes, Sanguilluma Plowes, Sulcolluma Plowes neu aufgestellt. Typusart ist Monolluma quadrangula (Forssk.) Plowes. Ulrich Meve und Sigrid Liede-Schumann stellten 2002 die drei Arten der monotypischen Gattungen Cylindrilluma Plowes, Sanguilluma Plowes, Sulcolluma Plowes zur Gattung Monolluma, die dadurch auf fünf Arten erweitert wurde.
Die Gattung Monolluma gehört zur Subtribus Stapeliinae aus der Tribus Ceropegieae in der Unterfamilie Asclepiadoideae innerhalb der Familie der Apocynaceae.
Es gibt derzeit fünf Monolluma-Arten:
- Monolluma cicatricosa (Deflers) Plowes (Syn.: Boucerosia cicatricosa Deflers): Sie kommt im Jemen vor.[3]
- Monolluma hexagona (Lavranos) Meve & Liede (Syn.: Sulcolluma hexagona (Lavranos) Plowes, Caralluma hexagona Lavranos): Sie kommt auf der Arabischen Halbinsel vor.[3]
- Monolluma quadrangula (Forssk.) Plowes (Syn.: Stapelia quadrangula Forssk.): Sie kommt auf der Arabischen Halbinsel vor.[3]
- Monolluma socotrana (Balf. f.) Meve & Liede (Syn.: Sanguilluma socotrana (Balf. f.) Plowes, Caralluma socotrana (Balf. f.) N.E.Br., Boucerosia socotrana Balf. f.): Sie kommt auf Socotra und vom östlichen und südlichen Äthiopien bis Kenia vor.[3]
- Monolluma solenophora (Lavranos) Meve & Liede (Syn.: Cylindrilluma solenophora (Lavranos) Plowes): Sie kommt vom südwestlichen Saudi-Arabien bis zum südlichen Jemen vor.[3]